# Chellsie Memmel
Chellsie Marie Memmel est une gymnaste artistique américaine, née le 23 juin 1988 .
Elle a gagné la médaille d'or au Concours général individuel lors des Championnats du monde 2005 à Melbourne et deux autres médailles d'or l'une au Concours général par équipes et l'autre au barres asymétriques En 2003. Plus une médaille d'argent au concours général par équipes aux Jeux olympiques à Pékin.

## Palmarès

### Jeux olympiques
- Pékin 2008
  -  médaille d'argent au concours par équipes

### Championnats du monde
- Aarhus 2006
  -  médaille d'argent au concours par équipes

- Melbourne 2005
  -  médaille d'or sur le concours général individuel
  -  médaille d'argent au barres asymétriques
  -  médaille d'argent à la poutre

- Anaheim 2003
  -  médaille d'or sur le concours par équipes
  -  médaille d'or au barres asymétriques
  - 8e au concours général individuel
  - 6e à la poutre

### Jeux panaméricains
- Saint-Domingue 2003
  -  médaille d'or au concours par équipes
  -  médaille d'or au concours général individuel
  -  médaille d'or au barres asymétriques
  -  médaille de bronze à la poutre

### Autres
- American Cup 2004 :
  -  3e au concours général

- American Cup 2005 :
  -  1re aux barres asymétriques
  -  3e à la poutre